# Fräulein Raffke
Fräulein Raffke (la signorina Raffke) è un film del 1923, diretto da Richard Eichberg.
Come mostra il sottotitolo "Quadro di un'epoca in sei atti" (Zeitbild in sechs Akten), il film tratta argomenti allora d'attualità. "Raffke" era una figura tipica del tempo: designava il profittatore di guerra, l'affarista senza scrupoli, il pescecane dell'economia, colui che con metodi non precisamente corretti era giunto in poco tempo alla ricchezza, e ne faceva mostra, rappresentato nel film da Emil Raffke.

## Trama
Sulla ventosa spiaggia del mare del Nord il barone spiantato Egon von Geldern - verosimilmente dedito abitualmente ad alcuni loschi traffici - si alterna fra una visita alla sua fidanzata, l'onesta danzatrice Tatjana, che si crogiola al sole, e una capatina a sbirciare all'interno delle cabine-spogliatoio, dove Lilli Raffke si sta cambiando.
Lilli è l'adorata figlia di Emil Raffke, un nouveu riche di estrazione popolare, proprietario di una redditiva azienda, e possessore di una smodata ricchezza, che non disdegna di ostentare, pur con relativa generosità e prevalente buon umore. Il barone e Tatjana sono invece in ristrettezze economiche, hanno appena conosciuto i Raffke e hanno deciso di non lasciarsi sfuggire l'occasione di legarsi in qualche modo alla facoltosa famiglia. Vi riescono: il barone diventa una sorta di amministratore del castello appena acquistato da Emil, e, non bastasse, chiede al plutocrate la mano della figlia.
Emil Raffke è a conoscenza del fatto che sua figlia Lilli ha una relazione amorosa con il suo dipendente Paul Gruhne, tuttavia non esita – in cerca forse di un blasone nobiliare - ad accordare la mano di lei al barone. In tutta risposta, Lilli e Paul si sposano in segreto; così, durante una sontuosa festa al castello, l'annuncio di Emil Raffke del prossimo matrimonio di sua figlia col barone von Geldern viene controbilanciato dall'annuncio dell'avvenuto matrimonio fra Lilli e Paul. Emil Raffke, adirato, scaccia i componenti della nuova coppia rispettivamente da casa e dall'azienda, provocando gran risentimento in Paul.
Lilli e Paul vivono da allora la loro esistenza in un quartiere piccolo-borghese, e dopo un anno hanno un figlio. Paul ha un socio in affari, che immette notevoli quantità di denaro nella loro nuova impresa. In realtà il socio, che diventa rapidamente amico di Paul, è un dipendente del suocero Emil, che ha fornito in prima persona il denaro, con l'intento di stare a vedere come il genero se la sarebbe cavata. Sarà solo dopo un paio di scontri fra Emil Raffke e Paul, ognuno cementato nel proprio orgoglio, che il magnate ritirerà i finanziamenti, portando gradualmente ed ineluttabilmente al fallimento dell'impresa di Paul.
Passano tre anni. Non solo la famiglia di Paul e Lilli è ridotta allo stremo, ma Paul contrae una malattia che gli impedisce di lavorare. Il barone von Geldern, che non ha smesso di fare la corte a Lilli, le propone di risollevarsi economicamente incassando alcuni assegni (probabilmente falsi) del padre, che, per andare a buon segno, necessitano solo della firma di Emil. Lilli, constatando la situazione di malnutrizione del figlio, alla fine falsifica la firma del padre, il che la porta ad uno stato di prostrazione, ad una crisi, costellata di allarmanti visioni.
Il testardo Emil aveva proposto alla figlia di lasciare Paul, e di ritornare col figlio al castello. Nello stesso tempo Paul si rende conto che la propria presenza in casa, supportata solo dagli sporadici aiuti finanziari della madre di Lilli, che egli peraltro continua a rifiutare, non può che risultare negativa per la moglie ed il figlio, ai quali avrebbe in tal modo sottratto risorse vitali, e lascia la residenza coniugale. Abbandonata da Paul, l'intristita Lilli introduce il figlioletto all'interno del castello, poi, in preda allo sconforto, si abbandona esausta ed esanime sulla bagnasciuga, dove l'alta marea inizia progressivamente ad inghiottirla. Viene tratta in salvo dal barone.
Tempo dopo, Paul, completamente rimessosi, ed in grado ora di badare dignitosamente a moglie e figlio, torna a casa, e la trova deserta. Appare anche che entrambi, nel periodo di separazione, si erano scritti, ma per motivi vari nessuno aveva ricevuto le lettere dell'altro.  Paul si reca al castello dei Raffke, dove è in corso la festa del compleanno di Lilli. Costei, inizialmente, risentita e da addolorata per essere stata abbandonata dal marito tempo prima, non se la sente di riallacciare il rapporto con Paul.
Saranno necessari due avvenimenti per farle cambiare idea. In primo luogo, il barone von Geldern tenta di usarle violenza (alla vista di Tatjana); e, in seconda battuta, il figlio di Lilli e Paul, avendo visto la madre intristita per l'assenza del padre, si avventura, in compagnia del cane, in una notte di tempesta, alla ricerca disperata del papà. Tatjana, esasperata, uccide il barone con una revolverata. Tutti accorrono: "E' il tuo denaro", dice Tatjana, rivolta a Emil "che mi ha sottratto il mio uomo!" Il socio di Paul ugualmente redarguisce Emil, rimarcando le conseguenze nefaste della sua ricchezza. Qualcuno intanto ha rinvenuto il figlio di Lilli e Paul esanime sotto un diluvio, e l'ha riportato da Paul, febbricitante.
Lilli torna dal marito e dal figlio. La mattina successiva, la famiglia si risveglia in buona salute. Emil Raffke e moglie si recano da loro, e, ricordando il loro passato in quegli stessi quartieri popolari, rievocano la loro passata felicità, raggiunta ai tempi senza alcuna ricchezza.

## Produzione
Le riprese sono state effettuate nel luglio del 1923
La pellicola conservata all'Archivio federale tedesco, dotata di didascalie tedesche e francesi, ha una consistenza di 6 bobine per una lunghezza complessiva di 2383 metri.

## Distribuzione
Fräulein Raffke ha ricevuto il visto della censura il 18 settembre 1923 (numero B.8768, vietato ai minori), ed è uscito in prima al cinema Marmorhaus di Berlino 14 ottobre 1923. Il film è stato successivamente distribuito in Portogallo, dove è uscito il 24 luglio 1924, col titolo A Filha do Novo Rico; nello stesso 1924 il film è uscito in Unione Sovietica.
Il film è stato edito in VHS.

## Accoglienza
Siegfried Kracauer, sul Frankfurter Zeitung del 14 ottobre 1923, ammette che Fräulein Raffke "porta alle risate, anche là dove non ci sarebbe niente da ridere." Egli nota che "all'uomo proveniente dagli strati popolari, diventato ricco dall'oggi al domani, alla persona che vive e lascia vivere, e che fa un uso deliziosamente barbarico della propria ricchezza, Werner Krauß presta caratteristiche umane. (…) A questo grande attore riesce anche l'incredibile: abbandonando a tratti la sfera del comico immediato egli immerge Raffke in un'aura di tragedia."
Nel n° 869 di Der Kinematograph, del 14 ottobre 1923, possiamo leggere: "Dal punto di vista morale, possiamo considerare Fräulein Raffke una "commedia popolare cinematografica" o un "dramma lacrimoso". Sentimentale, con piccoli episodi comici. Le parti melodrammatiche sono interpretate quasi esclusivamente da Lee Parry nei panni della figlia di Raffke; Krauß, per parte sua, si limita soprattutto al lato comico." (pp. 5-6)
Oskar Kalbus, nel 1935, nota: "1923 – inflazione. Pur senza proporsi grosse problematiche sociali o storiche, il regista Richard Eichberg è "sul pezzo", e gira Fräulein Raffke, al centro di cui svetta la figura più popolare della Germania del dopoguerra (Raffke, impersonato da Werner Krauß).
Secondo le riviste specializzate del tempo Fräulein Raffke sarebbe stato un grosso successo durante i mesi dell'iperinflazione. Secondo il Marmorhaus di Berlino il film sarebbe stato il più grande successo mai realizzato dall'apertura del cinema: si sarebbe registrato il tutto esaurito per le tre proiezioni giornaliere, con prezzi d'ingresso variabili fra gli 80 e i 500 milioni di Marco tedesco.
In Unione Sovietica Fräulein Raffke "è stato impiegato nell'ambito della propaganda anticapitalista".
In tempi più recenti, lo studioso di media Michael Wedel così si esprime: "Il film sviluppa una parabola dello spettro sociale al limite dell'esplosione caratteristico della Repubblica di Weimar negli anni del primo dopoguerra."